# Turmhügel Lettenbühl
Der Turmhügel Lettenbühl, auch Lettenbichel genannt, in historischen Karten auch Lettenbichel genannt, ist eine abgegangene mittelalterliche Turmhügelburg (Motte) in der Gemarkung von Lailling, einem Ortsteil der Gemeinde Otzing im Landkreis Deggendorf in Bayern.

## Geografische Lage
Von der ehemaligen Mottenanlage ist nur noch der fünf Meter hohe Turmhügel erhalten.
Dieser befindet sich etwa 1300 Meter ostsüdöstlich der Kirche von Lailling in einem Auwald der Isarniederung bzw. eines Altarmes der Isar.

## Beschreibung
Der mit heute Laub- und Nadelholz bestandene Lettenbühl ist ein weitgehend abgegrabener, steil geböschter künstlicher Hügel. Er besitzt eine Höhe von 6 m und einen Durchmesser von 40 m. Der Kegel war von einem Ringgraben umgeben. Zu Beginn des 19. Jahrhunderts sind bei Abtragungen zu Einebnungszwecken mittelalterliche Funde (eiserner Sporn, Schlüssel, Ziegeltrümmer, Scherben, Knochen) gemacht worden.